# Karl Gunnar Skjønsfjell
Karl Gunnar Skjønsfjell (ur. 7 kwietnia 1972) – norweski biegacz narciarski, zawodnik klubu Nordreisa IL.

## Kariera
W Pucharze Świata Karl Gunnar Skjønsfjell zadebiutował 24 lutego 1996 roku w Trondheim, zajmując 77. miejsce na dystansie 30 km techniką dowolną. Pierwsze pucharowe punkty zdobył ponad cztery lata później - 8 marca 2000 roku w Oslo, gdzie zajął jedenastą pozycję w sprincie techniką klasyczną. W klasyfikacji generalnej najlepiej wypadł w sezonie 2000/2001, który ukończył na 73. miejscu. Startował także w zawodach cyklu FIS Marathon Cup, przy czym raz stanął na podium - 9 stycznia 2005 roku zwyciężył w czeskim maratonie Jizerská Padesátka, wyprzedzając bezpośrednio Estończyka Raula Olle oraz reprezentanta gospodarzy Stanislava Řezáča. Pozwoliło mu to zająć dziewiątą pozycję w klasyfikacji generalnej sezonu 2004/2005. Nigdy nie wziął udziału w igrzyskach olimpijskich ani mistrzostwach świata. W 2005 roku zakończył karierę.

## Osiągnięcia

### Puchar Świata

#### Miejsca w klasyfikacji generalnej
- sezon 2000/2001: 78.
- sezon 2001/2002: 73.
- sezon 2002/2003: 133.
- sezon 2003/2004: 137.

#### Miejsca na podium
Skjønsfjell nigdy nie stał na podium indywidualnych zawodów Pucharu Świata.

### FIS Marathon Cup

#### Miejsca w klasyfikacji generalnej
- sezon 2002/2003: 55.
- sezon 2003/2004: 37.
- sezon 2004/2005: 9.

#### Miejsca na podium
| Nr | Dzień      | Rok  | Zawody             | Dystans                 | Czas biegu  | Strata | Pozycja | Zwycięzca |
| -- | ---------- | ---- | ------------------ | ----------------------- | ----------- | ------ | ------- | --------- |
| 1. | 9 stycznia | 2005 | Jizerská Padesátka | 50 km stylem klasycznym | 2:03:00,0 h | -      | 1.      | -         |